# Fa (Aude)
Fa is een plaats en voormalige gemeente in het Franse departement Aude in de regio Occitanie en telt 318 inwoners (2005). De plaats maakt deel uit van het arrondissement Limoux.

## Geschiedenis
Fa is op 1 januari 2019 gefuseerd met de gemeente Rouvenac tot de gemeente Val-du-Faby. 

## Geografie
De oppervlakte van Fa bedraagt 11,5 km², de bevolkingsdichtheid is 27,7 inwoners per km².
De onderstaande kaart toont de ligging van Fa (Aude) met de belangrijkste infrastructuur en aangrenzende gemeenten.

## Demografie
Onderstaande figuur toont het verloop van het inwonertal.
Vanwege een beveiligingsprobleem met de MediaWiki Graph-software is het momenteel niet mogelijk deze grafiek weer te geven. Zodra de software is bijgewerkt zal de grafiek vanzelf weer zichtbaar worden.